# 塞尔维列戈德拉克鲁斯
塞尔维列戈德拉克鲁斯，是西班牙卡斯蒂利亚-莱昂巴利亚多利德省的一个市镇。总面积21平方公里，总人口147人（2001年），人口密度7人/平方公里。